# Tylonereis bogoyawlenskyi
Tylonereis bogoyawlenskyi är en ringmaskart som beskrevs av Fauvel 1911. Tylonereis bogoyawlenskyi ingår i släktet Tylonereis och familjen Nereididae. Inga underarter finns listade i Catalogue of Life.